# 金芳蓉
金 芳蓉（きん ほうよう、1949年10月9日 - ）は、台湾生まれのアメリカ合衆国の数学者である。主にスペクトルグラフ理論、極値グラフ理論、ランダム・グラフの分野で研究しており、特に一般的な次数分布を持つグラフ（大規模な情報ネットワークの研究における冪乗則グラフを含む）に対するエルデシュ＝レーニ・モデルの一般化に取り組んでいる。数学界においては、最初の結婚の時から名乗っているファン・チャン(Fan Chung)という名前で最もよく知られている。

## 生涯
金は、1949年10月9日に台湾の高雄市で生まれた。工学者の父の影響で、高校時代に数学に興味を持つようになった。高校卒業後は国立台湾大学の数学科に入学した。国立台湾大学で多くの女性数学者に囲まれていたことにより、数学の研究への意欲を高めた。学部生時代に特に組み合わせ数学に興味を持った。
1970年に国立台湾大学で数学の学士号を取得し、ペンシルベニア大学の大学院に進学した。入学試験では、2位に大差をつけて最高得点を獲得した。指導教官のハーバート・ウィルフは、金が取り組むべきテーマとして、ラムゼー理論を提案した。たった1週間の勉強で、金はこの分野で確立された定理の新たな証明を行うまでになった。ウィルフは、「私の目は輝いていました。とても興奮しました。私は、彼女に黒板に向かい、回答を見せるように言いました。彼女が書いたものはとても信じられないものでした! たった1週間で、コールドスタートから、ラムゼー理論に大きな成果をもたらしたのです。私は彼女に、これで博士論文の3分の2は書けると言いました」と語った。実際、この成果が金の博士論文の主な内容となった。
1972年に修士号を、その2年後の1974年にPh.D.を取得した。その頃、金は結婚しており、第一子を出産した後に博士論文を提出した。

### ベル研究所
大学卒業後、金はニュージャージー州マレーヒルのベル研究所に入所し、ヘンリー・O・ポラックが率いる「計算機の数学的基礎」部門に配属された。当時のベル研究所には優れた数学者が多数在籍しており、金は他の研究者との共同研究を行い、多くの論文を発表した。1975年、金はロナルド・グラハムとの初の共著論文「完全2部グラフにおける多色ラムゼー数について」を"Journal of Combinatorial Theory (Series B)"にて発表した。
1983年、ベルシステムが解体された。ニュージャージー州モリスタウンに設立された新会社・ベル通信研究所（ベルコア）の責任者となったポラックは、同社の研究マネージャーへの就任を金に要請した。金は自分の研究だけでなく、配下の研究者の監督も行うこととなった。
通常、管理職になると、影響力が増し、決定権も確実に大きくなります。しかし、その力のために人々に尊敬されることを私は望んでいません。むしろ、私が行っている数学で人々からの称賛を得たいのです。—Donald J. Albers、Making Connections: A Profile of Fan Chung、Math Horizons, September 1995, 14–18
1989年、金はプリンストン大学の客員教授に就任した。1990年、金はベルコアに大学で研究を行うための休暇制度を創設した。そして、自身がその適用第一号となり、ハーバード大学で研究を行った。

### 退職後
1994年、ベル研究所から通算して20年間務めたベルコアを退職した。プリンストン高等研究所で1年間研究した後、1995年にプリンストン大学の数学の教授に就任した。これは、同大学における女性初の数学の終身教授就任だった。1998年にはカリフォルニア大学サンディエゴ校(UCSD)の「組合せ論ポール・エルデシュ教授職」に任命された。
10以上の国際学術誌の編集委員を務め、2003年からは"Internet Mathematics"誌の編集長を務めている。多くの学術会議に招待されており、1994年の国際数学者会議や2008年のアメリカ数学会の年次総会で基調講演を行った。2009年には数学女性協会(AWM)のネーター講演者に選ばれた。2012年にはアメリカ数学会(AMS)のフェローとなり、また、評議員を務めた。2024年には米国科学アカデミーの会員に選出された。
2017年、台湾出身の4人の女性数学者を題材とした台湾のドキュメンタリー映画"Girls Who Fell in Love with Math"（数学に恋した少女達）の中で、金の生涯も取り上げられた。
グラフ理論への貢献だけでなく、金は自分の知識を科学の様々な分野と結びつけている。著書"Graph Theory in the Information Age"（情報時代のグラフ理論）の中で次のように書いている。
この十年間で、グラフ理論は驚くべき変化と甚大な変容を遂げた。この変化の多くは、我々が直面している膨大な情報量に起因するものである。巨大なデータセットを整理するための主な方法は、相互関係により形成されるネットワークを構築し、それを検証することである。例えば、GoogleによるWeb検索アルゴリズムの成功は、全てのWebページを頂点、ハイパーリンクを辺とするWWWグラフに基づくものである。差な樣な種類の情報ネットワークが存在する。生物データベースから構築された生物学的ネットワーク、電子メール・電話・インスタントメッセージなどによって構築されたソーシャルネットワークなどである。また、様々な物理的ネットワークもある。数学者にとって特に興味深いのは、Mathematical Reviewsのデータに基づく共同作業グラフである。この共同作業グラフは、全ての数学者を頂点とし、共同論文を執筆した2人の数学者を結びつけている。

### 私生活

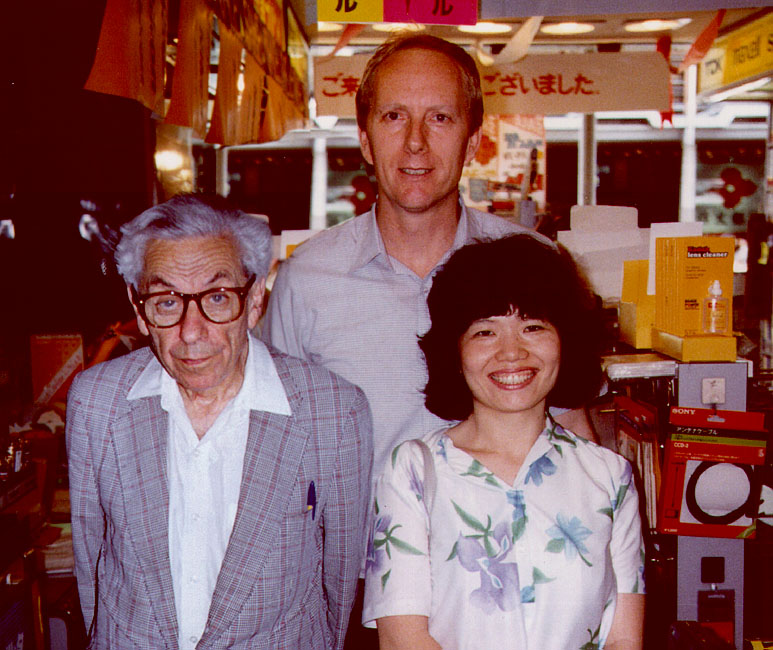
左からポール・エルデシュ、夫のロナルド・グラハム、金（1986年、日本において）

金には2人の子供がおり、第1子は最初の結婚で大学院在学中に生まれた。第2子も最初の夫との間の子だが、最初の夫とは1982年に離婚した。翌1983年に共同研究者のロナルド・グラハムと結婚したが、それ以降も執筆活動は旧姓の「ファン・チャン」の名前で行った。ロナルドとは2020年に死別した。
ポール・ホフマンの著書"The Man Who Loved Only Numbers"（邦訳題『放浪の天才数学者エルデシュ』）によれば、金はグラハムとの結婚について次のように語っていたという。
多くの数学者は同じ職業の人と結婚することを嫌がる。彼らは、自分たちの関係が競争的になりすぎることを恐れているのである。我々の場合、どちらも数学者であるというだけでなく、同じ分野で研究をしている。そのため、相手が取り組んでいることを理解し、評価することができ、また、一緒に取り組むことで良い進展を生み出すこともできる。
夫妻はポール・エルデシュと親交があり、金はエルデシュと共同で13件の論文を執筆している。よって、金のエルデシュ数は1である。1998年、夫妻は共著で、エルデシュによってまとめられたグラフ理論における未解決問題に関する著書、"Erdős on Graphs: His Legacy of Unsolved Problems"（グラフにおけるエルデシュ: 彼の未解決問題の遺産）を出版した。

## 研究
金は200以上の研究論文と以下の3冊の本を発表している。
- Erdős on Graphs: His Legacy of Unsolved Problems（ロナルド・グラハムとの共著）、A K Peters, Ltd、1998年 ISBN 1-56881-079-2[13]
- Spectral Graph Theory (CBMS Regional Conference Series in Mathematics, No. 92), American Mathematical Society, 1997, ISBN 0-8218-0315-8
- Complex Graphs and Networks (CBMS Regional Conference Series in Mathematics, No. 107 " (with Linyuan Lu), American Mathematical Society, 2006, ISBN 0-8218-3657-9

## 賞と栄誉
- 1990年 アメリカ数学協会（英語版） カール・B・アレンドアーファー賞（英語版）[14]
- 1994年 国際数学者会議 招待演説
- 2009年 数学女性協会（英語版） ネーター講演（英語版）者[15]
- 1998年 アメリカ芸術科学アカデミー フェロー[16]
- 2013年 アメリカ数学会 フェロー[5]
- 2015年 応用数理学会 フェロー[17]
- 2016年 中央研究院 院士[18]
- 2017年 Institute of Combinatorics and its Applications オイラー賞[19]
- 2024年 米国科学アカデミー 会員[7]

また、数学女性協会が制作した著名な女性数学者64人を絵柄にしたカードゲームにおいて、金も絵柄に選ばれた。

## 情報源
- Notable Women in Mathematics, a Biographical Dictionary, edited by Charlene Morrow and Teri Perl, Greenwood Press, 1998, pp. 29–34.